# Lemboides afer
Lemboides afer is een vlokreeftensoort uit de familie van de Aoridae. De wetenschappelijke naam van de soort is voor het eerst geldig gepubliceerd in 1895 door Stebbing.